# Davao de Oro

Composteladalens läge i Filippinerna

Davao de Oro är en provins på ön Mindanao i Filippinerna. Den är belägen i Davaoregionen och har 653 700 invånare (2006) på en yta av 4 667 km². Administrativ huvudort är Nabunturan.
Provinsen är indelad i 11 kommuner.